# Egil Søby
Egil Søby (Tønsberg, Vestfold, 25 de novembro de 1945) é um ex-canoísta norueguês especialista em provas de velocidade.

## Carreira
Foi vencedor da medalha de ouro em K-4 1000 m em Cidade do México 1968 com os seus colegas de equipa Tore Berger, Steinar Amundsen e Jan Johansen e da medalha de bronze na mesma categoria em Munique 1972.